# Von Hölle zu Hölle
Von Hölle zu Hölle (russisch Из ада в ад, Is ada w ad; internationaler Titel: From Hell to Hell) ist ein deutsch-belarussisches Filmdrama des belarussischen Regisseurs Dmitri Astrachan aus dem Jahr 1996, das auf dem Pogrom von Kielce im Jahr 1946 basiert. Der Film wurde von Belarus für die Oscarverleihung 1997 eingesandt, erhielt jedoch keine Nominierung. Kinostart in Deutschland war am 28. September 2000. Am 5. März 2002 wurde der Film im ZDF erstausgestrahlt.

## Handlung
Der Film behandelt das Leben zweier polnischer Ehepaare während des Holocausts. Das eine der Paare ist jüdisch, das andere katholisch.
Das jüdische Ehepaar, Hendrik und Helena aus Kielce, soll deportiert werden. Es hat eine Tochter namens Fela, die es dem katholischen Paar übergibt. Hendrik und Helena überleben ihren KZ-Aufenthalt, und nach Ende des Zweiten Weltkriegs wollen sie ihr Kind zurückholen. Die Bürger von Kielce begegnen ihnen dabei feindselig. Der Konflikt in Kielce erstreckt sich außerdem auf Forderungen auf Rückgabe von Wohneigentum. 42 Menschen kommen ums Leben.

## Kritiken
„Besonders der zweite Teil nach Kriegsende ist ein kleines Meisterwerk: Der Zwist der beiden Mütter, die Nähe von Freundschaft und Feindschaft, die innere Zerrissenheit des Kindes und der anschwellende Antisemitismus sind grauenhaft perfekt inszeniert. Dies ist ein schwer verdaulicher, brutaler Film. Angesichts der braunen Welle, die derzeit über Deutschland schwappt, gewähren wir Holocaust und Antisemitismus besser keine Verjährungsfrist. Dem Film ist ein großes Publikum zu wünschen.“

„Man sieht Dmitri Astrachans Film sowohl sein Alter als auch seine Produktionsbedingungen an. Die Farben der Kopie sind schon leicht verblichen, der Ton blechern. Auch abgesehen davon hat der Film eine billige Fernsehästhetik. […] Die deutsche Fernsehschauspielerin Anja Kling stößt als jüdische Mutter öfters an die Grenzen ihres Ausdrucks, und auch die anderen Rollen werden teilweise hölzern gespielt. Astrachan inszeniert oft allzu zurückhaltend und telegen, so dass man sich hin und wieder in einem tschechischen Märchenfilm wähnt. […] Es spricht aber für die Qualität der Geschichte und des Drehbuchs, dass auch diese Versäumnisse die Kraft des Films nicht schmälern.“